# Застава Боцване
Застава Боцване је усвојена 10. септембра, 1966. Застава је светлоплаве боје, са црном хоризонталном траком по средини, око које је бели обод. Ове траке су у размери 9:1:4:1:9. Плава боја представља воду, тачније кишу, и долази од мота на грбу Боцване, који гласи Pula, што на тсвана језику значи „нека буде киша“. Бела и црна боја представљају расну хармонију, а уједно представљају и боје зебри које држе грб Боцване.

## Историја[1]
1885. Бекхуаналанд је постао протекторат Уједињеног Краљевства у оквиру свог колонијалног царства.  То се догодило након што су челници народа Тсвана преговарали с Британцима да им понуде заштиту од Бура, који су напали њихову земљу из суседне Јужноафричке Републике.  Упркос овој новооткривеној заштити, Јужна Африка је наставила вршити притисак на Британце да им дозволи да припоје Бекхуаналанд својој унији.  То се није догодило због распрострањеног противљења народа Ботсване, па је Бекхуаналанд стекао независност од Британије 1966. године;  нова нација је преименована у Боцвану.
Пре него што је стекла независност, Боцвана није имала свој карактеристичан колонијални блок, са заставом Уједињеног Краљевства која је служила као заправо(де факто) заштитник протектората.  Када је 1966. створена национална флота Боцване, симболички је дизајнирана да се супротстави јужној Африци, будући да је потоњом државом владао режим апартхејда.  Отуда је црна пруга са белим оквиром отелотворила мир и хармонију између људи афричког и европског порекла који живе у Боцвани.  Нови пламен је први пут подигнут у поноћ 30. септембра 1966. године, на дан када је Боцвана постала независна држава.

## Конструкција
Конструкција
Изградња заставе дефинисана је уставом земље:
„Пет хоризонталних трака, чије су боје и ширине описане у наставку, односно почевши од врха:
1. боцванска плава пруга ширине 9/24 укупне висине заставе
2. бела пруга ширине једнаке 1/24 исте висине
3. црна трака ширине једнаке 4/24 исте висине
4. бела трака ширине једнаке 1/24 исте висине
5. боцванска плава пруга ширине једнаке 9/24 исте висине 

## Предсенички Стандард
Председнички стандард

Устав из 1966. такође дефинише председнички стандард.  Састоји се од плаве позадине Боцване са средиштем у облику црног диска пречника 12/24, постављеног на белом диску пречника 10/24, где се појављује грб.
- Стандарта председника Боцване